# José de Manjarrés
José de Manjarrés y de Bofarull (Barcelona, 15 de mayo de 1816-Barcelona, 19 de agosto de 1880) fue un escritor, funcionario, historiador del arte y jurista español.

## Biografía
Nació en Barcelona en 1816 y fue bautizado el 15 de mayo de dicho año. Cursó filosofía en el colegio de San Pablo, a cargo de los monjes benedictinos claustrales de la congregación  tarraconense. En las universidades de Cervera y Huesca y en los Estudios generales de Barcelona, cursó la carrera de leyes hasta el bachillerato, siendo recibido de abogado por la Audiencia de Cataluña en 1839. Obtuvo además el título de regente de segunda clase  de la asignatura de Historia general y particular de España. De 1841 a 1846 asistió a las  clases establecidas en la Casa Lonja, obteniendo en uno de sus cursos el primer premio en la clase de ornato.
En 1849 fue nombrado vocal supernumerario del Consejo provincial de Barcelona, en 1853 oficial de la Secretaría de la Casa de Maternidad y Expósitos, y oficial encargado de la secretaría del Instituto Agrícola Catalán de San Isidro; en 1854 oficial primero de la secretaría de la Diputación provincial de Barcelona; en 1856 cajero, y en 1857 oficial auxiliar de Intervención y contabilidad de la Caja de ahorros de Barcelona.
Desde su juventud tuvo afición y entusiasmo por el estudio del arte en sus distintas manifestaciones. En 1856 le fue encargada la cátedra de Teoría e historia de las Bellas artes por la Academia provincial de Barcelona, Ínterin el Gobierno resolvía la vacante por renuncia de Pablo Milá y Fontanals. En el año siguiente fue confirmado dicho nombramiento interino, y ante la Real Academia de Nobles artes de San Fernando hizo oposiciones, siendo nombrado catedrático en propiedad de la asignatura de Teoría e historia de las Bellas artes. Por espacio de algunos años desempeñó la secretaría de la Escuela de Bellas artes y por real orden de 11 de junio de 1880 le fue conferida su dirección.
Sus trabajos literarios y sobre arte fueron de diversa índole, y alguno de aliento y de importancia. En 1848 publicó con la colaboración de Juan Cortada El libro verde de Barcelona, añalejo de costumbres populares, fiestas religiosas y familiares, usos, costumbres, efemérides de los sucesos más notables ocurridos en Barcelona, noticias de la instalación de establecimientos y corporaciones. Después de haber leído en la Real Academia de Buenas Letras de Barcelona algunas memorias; comenzó en 1859 la publicación de la revista El Arte en la que colaboraron Rubió y Ors, Bofarull, Fargas, Muns y Pons y Gallarza. Esta revista, a imitación de la publicada en Madrid con el título El Artista, contenía láminas litografiadas con reproducción de lienzos y esculturas notables, siendo el primer ensayo de este género hecho en Barcelona en publicación periódica. El Arte era literario y de bellas artes. En ella publicó Manjarrés su introducción, los artículos, construcción de monumentos, la descripción del grupo de Vilar Nesso y Dejanira, del cuadro de Clavé El Samaritano y de un cáliz que poseía la iglesia de Junqueras. En 1860, publicó una obra en 16 tomos titulada Museo europeo de pintura y escultura. Acompañaba a cada lámina una descripción crítica e histórica redactada por Manjarrés.
Entre 1860 y 1861 colaboró en la obra editada en Barcelona con el título Glorias de la pintura. En el concurso abierto en 1867 por la Real  Academia de San Fernando presentó una Memoria sobre la teoría estética de la arquitecturas, en la que recayó premio en el año 1873. Entre los varios trabajos que publicó Manjarrés pueden mencionarse unos principios fundamentales de Teoría e historia de las bellas artes las Nociones de arqueología cristiana que dedicó a los reverendos curas párrocos, un compendio histórico de la arquitectura, la escultura y la pintura que intituló Las bellas artes, el informe que sirve de introducción al Álbum de la exposición retrospectiva celebrada en Barcelona en 1866. Entre los manuscritos que dejó hubo una Historia de las artes plásticas.
Por delegación de la Comisión provincial de Monumentos históricos y artísticos de Barcelona, cuidó y dirigió la traslación a la capilla de Santa Águeda de los objetos arqueológicos que reunidos por la Real Academia de Buenas letras existían, almacenados en los claustros del convento denominado de San Juan. Falleció algunos meses después, el 19 de agosto de 1880, en Barcelona. Fue individuo de número de la Real Academia de Buenas letras y de la provincial de Bellas Artes de Barcelona, vocal de la Comisión provincial de monumentos históricos y artísticos, correspondiente de la Real Academia de San Fernando y de varias sociedades extranjeras. En La Ilustració Catalana del 30 de agosto de 1880, se publicó el retrato y una noticia biográfica de Manjarrés y en La Ilustración Española y Americana del 13 de septiembre de 1880 se insertó también su retrato y un suelto encomiástico. La Real Academia de Buenas Letras celebró el 17 de febrero de 1884 una sesión pública en la que el escritor y crítico Francisco Miquel y Badía leyó una memoria titulada Apuntes biográfico críticos sobre D. José de Manjarrés (Barcelona, imprenta Barcelonesa, 1884) .

## Obras
- El libro verde de Barcelona, añalejo de costumbres populares, etc. Dedicado a los barceloneses por un Juan y un José. Barcelona imp. Gorchs, 1848. Un volumen en 8.°, 313 págs.
- «Memoria sobre las Bellas artes». Leída en la Sociedad económica barcelonesa de amigos del País el 19 de noviembre de 1847. Publicada en el acta de dicha sesión. (Barcelona, imp. de T. Gorchs, 1848).
- «Memoria relativa á la formación, antigüedad, vicisitudes y bellezas de la lengua catalana» (leída en la Real Academia de Buenas letras el 20 de junio de 1848).
- «El traje bajo la consideración arqueológica». Memoria leída en la Real Academia de Buenas letras el 23 de abril de 1858. Barcelona, imp. de J. Verdaguer, 1858. En 8.°, 21 páginas.
- «Discurso leído en la sesión pública celebrada por la Academia de Bellas Artes de la provincia de Barcelona el 9 de enero de 1859». Barcelona, imp. de J. Verdaguer, 1859. En 4.°, 27 páginas.
- Teoría é historia de las Bellas Artes. Principios fundamentales. Barcelona, imp. J. Verdaguer, 1859.
- «Memoria necrológica del escultor barcelonés D. Manuel Vilar y Roca, que en la sesión pública de la Academia de Bellas Artes de Barcelona, celebrada en 17 de noviembre de 1861, leyó D. José de Manjarrés». Barcelona, imp. J. Verdaguer, 1861, En 4.°, 15 páginas.
- Nociones de arqueología española. Barcelona, Lib. Bastinos, 1864, En 8.°, 129 páginas con grabados.
- Nociones de arqueología cristiana. Barcelona, imp. de los herederos de P. Riera, 1867. Un volumen en 8.°. 342 páginas con grabados.
- «Consideraciones estéticas sobre la naturaleza y objeto de la música, expuestas y explanadas en el Ateneo barcelonés durante el mes de agosto de 1868». Publicadas en el periódico La España Musical del 2 de abril de 1868.
- «Un trabajo acerca las alteraciones á la historia que se verifican en la poesía dramática». Memoria leída en la Real Academia de Buenas Letras el 14 de marzo de 1869.
- «Algunas consideraciones sobre la aptitud de la lengua castellana y catalana para el canto». (Id. el 24 de mayo de 1872).
- «Un trabajo en el cual se fijan con muchos visos de probabilidad la fecha en que Cervantes entró en Barcelona». (Id. 30 de mayo de 1873.)
- Teoría estética de las artes del dibujo. Barcelona, imp. dej. Jepiís, 1874. Comprende la teoría estética de la arquitectura que constituye la memoria que sobre aquel tema premió a Manjarrés la Real Academia de Bellas Artes de San Fernando en el concurso abierto en 1866.
- El arte en el teatro, Barcelona, Lib. de Bastinos, 1875.
- Teoría estética de la arquitectura. Obra premiada por la Real Academia de San Fernando en 1866. Madrid, imp. de Tello, 1875.
- Las bellas artes. Historia de la arquitectura, la escultura y pintura. Barcelona, Lib, de Bastinos, 1876. Un volumen en 4.°
- «Primeras necesidades del hombre. El vestido». Barcelona, imp. J. Jepús, 1878. En 4.° menor, 65 páginas, ilustrado.
- Manual para el alumno de las escuelas de dibujo general preparatorio. Barcelona, imp. de J. Jepús, 1879. En 4.°, 64 páginas y 118 grabados.
- «Lo real y lo ideal en la historia». Memoria leída en la Real Academia de Buenas letras el 14 de febrero de 1880.
- «Las artes suntuarias y su historia.» Apuntes. Barcelona, imp. de J. Jepús, 1880. En 8.°, 70 páginas.
- «Influencia de la belleza en las artes plásticas». Manuscrito en la Biblioteca del Ateneo.[1]